# 그물무늬비단뱀
그물무늬비단뱀(Reticulated python)은 남아시아와 동남아시아가 원산지인 비단뱀과 종이다. 세계에서 가장 긴 뱀이며, 그린아나콘다와 버마비단뱀 다음으로 세 번째로 무겁다. 넓은 분포 때문에 IUCN 적색 목록에서 덜 우려되는 종으로 분류된다. 서식지의 여러 국가에서는 피부를 위해, 전통의학에 사용하기 위해, 애완동물로 판매하기 위해 사냥되었다. 이로 인해 그물무늬비단뱀은 전 세계적으로 가장 경제적으로 중요한 파충류 중 하나이다.
그는 뛰어난 수영 선수이며, 먼 바다에서도 보고된 바 있으며, 그 범위 내의 많은 작은 섬들을 식민지로 삼았다.
모든 비단뱀과 마찬가지로 독이 없는 협착자이다. 매우 드문 경우이지만, 성인은 그물무늬비단뱀에 의해 죽임을 당했으며, 최소 6건의 보고된 사례에서 잡아먹혔다.

## 묘사
그물무늬비단뱀은 매끄러운 등쪽 비늘을 가지고 있으며, 이 비늘들은 중간 몸체에서 69~79줄로 배열되어 있다. 깊은 구덩이는 네 개의 앞쪽 위쪽 유두, 두세 개의 앞쪽 아래 유두, 그리고 다섯 개 또는 여섯 개의 뒤쪽 아래 유두에서 발생한다.
그물무늬비단뱀은 아시아에 서식하는 가장 큰 뱀이다. 수마트라섬 남부에서 천 마리 이상의 야생 그물무늬비단뱀이 연구되었으며, 길이 범위가 1.5~6.5m, 무게 범위가 1~75kg인 것으로 추정되었다. 길이가 6m 이상인 그물무늬비단뱀은 드물지만, 《기네스 세계 기록》에 따르면 현존하는 뱀 중 유일하게 정기적으로 그 길이를 초과하는 뱀이다. 인도네시아 동칼리만탄주의 발릭파판에서 발견된 가장 큰 과학적으로 측정된 표본 중 하나는 마취 상태에서 6.95m로 측정되었으며, 거의 3개월 동안 먹지 않은 후 무게는 59kg이었다.

### 보고된 크기
색상 패턴은 다양한 색상을 포함하는 복잡한 기하학적 패턴이다. 뒷면은 일반적으로 일련의 불규칙한 다이아몬드 모양을 가지고 있으며, 그 옆에는 더 작은 빛 중심의 표시가 있다. 이 종의 넓은 지리적 범위에서는 크기, 색상 및 표시의 많은 변화가 일반적으로 발생한다.
동물원 전시에서는 색상 패턴이 화려해 보일 수 있지만 낙엽과 잔해가 쌓인 그늘진 정글 환경에서는 거의 사라질 수 있다. 파괴적 색채라고 불리는 이 색은 포식자로부터 동물을 보호하고 먹이를 잡는 데 도움을 준다.

## 행동생태학

### 먹이
모든 비단뱀과 마찬가지로 망상 비단뱀은 매복 포식자로, 보통 먹이가 공격 범위 내에서 방황할 때까지 기다렸다가 코일에 붙잡아 수축에 의해 죽인다. 자연 먹이로는 포유류와 때때로 새가 있다. 길이가 3~4m에 이르는 작은 표본은 주로 쥐, 다른 설치류, 윗수염박쥐, 나무두더지와 같은 작은 포유류를 먹는 반면, 몸집이 큰 개체는 60kg 이상의 인도사향고양이와 빈투롱, 영장류, 돼지, 사슴과 같은 먹이로 전환한다. 일반적으로 그물무늬비단뱀은 자신의 길이의 4분의 1, 몸무게의 1까지 먹이를 삼킬 수 있는 것으로 보인다. 사람이 거주하는 곳 근처에서는 길 잃은 닭, 고양이, 개를 낚아채는 것으로 알려져 있다. 가장 큰 기록된 먹이 품목 중에는 23kg의 반쯤 굶주린 태양곰이 있는데, 이 곰은 6.95m 크기의 표본에 의해 먹혀 소화하는 데 약 10주가 걸렸다. 적어도 한 건의 비단뱀이 숲 오두막에 들어가 아이를 데려간 사례가 보고된 바 있다.

### 번식
그물무늬비단뱀은 난생이다. 성체 암컷은 한 번의 부화당 15~80개의 알을 낳는다. 최적의 부화 온도인 31~32°C에서 알을 부화시키는 데 평균 88일이 걸린다. 부화 기간은 최소 0.61m이다.

## 같이 보기
- 버마비단뱀